# Sainte-Colombe (Lot)
Sainte-Colombe is een gemeente in het Franse departement Lot (regio Occitanie) en telt 146 inwoners (2005). De plaats maakt deel uit van het arrondissement Figeac.

## Geografie
De oppervlakte van Sainte-Colombe bedraagt 11,5 km², de bevolkingsdichtheid is 12,7 inwoners per km².
De onderstaande kaart toont de ligging van Sainte-Colombe (Lot) met de belangrijkste infrastructuur en aangrenzende gemeenten.

## Demografie
Onderstaande figuur toont het verloop van het inwonertal (bron: INSEE-tellingen).